# Софьинка (Духовницкий район)
Софьинка — село в Духовницком районе Саратовской области, в составе сельского поселения Горяйновское муниципальное образование.
Население — 291 (2010).

## История
По одним данным, Софьинка основана в 1757 году, по другим сведениям — существовала уже в 1730-х годах и входила в Симбирскую провинцию Казанской губернии. В Большой Саратовской энциклопедии в качестве наиболее достоверной даты основания указано начало XIX века. В 1837 году Софьинка принадлежала помещику Дурову и насчитывала 19 дворов, в которых жили 103 мужчины и столько же женщин.
В Списке населённых мест Российской империи по сведениям за 1859 год упоминается владельческая деревня Софьинка Николаевского уезда Самарской губернии, расположенная при реке Малый Иргиз между Волгским и Хвалынскими трактами на расстоянии 47 вёрст от уездного города. В населённом пункте проживало 104 мужчины и 102 женщины, имелась православная церковь.
После крестьянской реформы Софьинка была отнесена к Горяйновской волости. Согласно списку населённых мест Самарской губернии, по сведениям за 1889 год в селе насчитывалось 45 дворов, проживали 243 жителя — русские, православного вероисповедания. Земельный надел составлял 115 десятин удобной и 10 десятин неудобной земли, работали 3 ветряные мельницы.
Согласно списку населённых мест Самарской губернии 1910 года, в Софьинке проживали 167 мужчин и 189 женщин, земельный надел составлял 739 десятин удобной и 36 десятин неудобной земли.
При Советской власти Софьинка вошла в Больше-Красноярский сельсовет Николевской волости Пугачёвского уезда. В 1926 году в деревне имелось 74 домохозяйства, в которых проживали 207 мужчин и 221 женщина.
На фронтах Великой Отечественной войны погибли 200 жителей Софьинки. В начале 1960-х годов в Софьинку переселили жителей, попавших в зону затопления Саратовского водохранилища сёл Макарьево, Таволжень и Большой Красный Яр. После этого в Софьинке был организован колхоз имени Чернышевского. Само село стало центром одноимённого сельсовета. В 1978 году построена современная школа.

## Физико-географическая характеристика
Село находится в Заволжье, при заливе Саратовского водохранилища, образовавшемся в низовьях реки Стерех, на высоте около 35 метров над уровнем моря. Почвы — чернозёмы южные.
Село расположено примерно в 26 км по прямой в южном направлении от районного центра посёлка Духовницкое. По автомобильным дорогам расстояние до районного центра составляет 36 км, до города Балаково — 82 км, до областного центра города Саратов — 250 км, до Самары — 260 км.
Часовой пояс
Софьинка, как и вся Саратовская область, находится в часовой зоне МСК+1. Смещение применяемого времени относительно UTC составляет +4:00.

## Население
Динамика численности населения по годам:
| Годы      | 1837 | 1859 | 1889 | 1910 | 1926 | 2002 |
| --------- | ---- | ---- | ---- | ---- | ---- | ---- |
| Население | 206  | 206  | 243  | 356  | 428  | 410  |

| 2002 | 2010 |
| ---- | ---- |
| 410  | ↘291 |

Национальный состав
Согласно результатам переписи 2002 года русские составляли 91 % населения села.